# باب ریدلی
باب ریدلی (انگلیسی: Bob Ridley؛ زادهٔ ۳۰ مهٔ ۱۹۴۲) بازیکن فوتبال اهل بریتانیا است.
از باشگاه‌هایی که در آن بازی کرده‌است می‌توان به باشگاه فوتبال پورتسموث اشاره کرد.